# Eremodipus lichtensteini
Il gerboa di Lichtenstein (Eremodipus lichtensteini Vinogradov, 1927) è un roditore della famiglia dei Dipodidi, unica specie del genere Eremodipus (Vinogradov, 1930), diffuso nell'Asia centrale.

## Descrizione

### Dimensioni
Roditore di piccole dimensioni, con la lunghezza della testa e del corpo tra 105 e 115 mm, la lunghezza della coda tra 135 e 165 mm, la lunghezza del piede tra 50 e 56 mm, la lunghezza delle orecchie tra 15 e 19 mm e un peso fino a 68 g.

### Caratteristiche craniche e dentarie
Il cranio è corto e presenta un rostro breve e sottile, la scatola cranica tondeggiante, le bolle timpaniche rigonfie e le arcate zigomatiche sottili. La mandibola è perforata sul processo angolare. Gli incisivi sono sottili, attraversati da un solco longitudinale e opistodonti, ovvero con le punte rivolte verso la parte interna della bocca, i molari presentano un'ampia rientranza su ogni lato.
Sono caratterizzati dalla seguente formula dentaria:

### Aspetto
Le parti dorsali sono color paglierino striate di bruno-nerastro, mentre le parti ventrali e una larga banda trasversale su ogni anca sono bianche. il muso è corto, il naso è piatto, gli occhi sono grandi ma non prominenti. Le orecchie sono relativamente corte. Le zampe posteriori sono allungate, con i tre metatarsi centrali fusi tra loro in un unico osso denominato cannone e terminano con tre dita, la centrale delle quali è la più lunga. La coda è molto più lunga della testa e del corpo e termina con un pennacchio nerastro con la punta bianca.

## Biologia

### Comportamento
È una specie terricola con andatura saltante. Costruisce tane profonde fino a 80 cm sotto la vegetazione dove la sabbia è compatta. Entra in ibernazione durante l'inverno. La densità è di circa 3 individui per ettaro. La popolazione fluttua periodicamente con rapidi decrementi ogni 10-12 anni.

### Alimentazione
Si nutre di semi eccetto in primavera quando la dieta è principalmente costituita da piante verdi.

### Riproduzione
Danno alla luce 2-8 piccoli una sola volta l'anno in primavera.

## Distribuzione e habitat
Questa specie è diffusa in Turkmenistan, Uzbekistan e Kazakistan, dalle rive del Mar Caspio fino a sud del Lago Balqaš.
Vive nei deserti con vegetazione sparsa.

## Conservazione
La IUCN Red List, considerato il vasto areale e la mancanza di minacce, classifica E.lichtensteini come specie a rischio minimo (Least Concern).